# Caubon (rivière)
Pour les articles homonymes, voir Caubon.
Le Caubon est une rivière du sud-ouest de la France, c'est un affluent droite de la Gupie donc un sous-affluent de la Garonne.

## Géographie
De 11 km de longueur, le Caubon  prend sa source en Lot-et-Garonne commune de Lévignac-de-Guyenne et se jette dans la Gupie sur la commune de Castelnau-sur-Gupie.

## Département et communes traversées
- Lot-et-Garonne :  Lévignac-de-Guyenne, Caubon-Saint-Sauveur, Castelnau-sur-Gupie, Mauvezin-sur-Gupie.

## Principaux affluents
- Ruisseau de la Forêt : 1,4 km
- Ruisseau de Sainte-Croix : 1,9 km
- Ruisseau de la Tuillière : 1,6 km